# 広島県立沼隈特別支援学校
広島県立沼隈特別支援学校は（ひろしまけんりつ ぬまくまとくべつしえんがっこう）は、広島県福山市沼隈町にある県立特別支援学校。

## 所在地
- 〒720-0401　広島県福山市沼隈町上山南736-3

## 学部
- 小学部
- 中学部
- 高等部

## 沿革
- 1973年（昭和48年）4月1日 - やまびこ学園ゼノ分級として開校。
- 1979年（昭和54年）4月1日 - 県に移管。広島県立福山北養護学校沼隈分級になる。
- 1988年（昭和63年）4月1日 - 広島県立沼隈養護学校として独立。
- 2007年（平成19年）4月1日 - 校名を「広島県立沼隈養護学校」から「広島県立沼隈特別支援学校」に名称変更。